# 雨中遊泳
「雨中遊泳」（うちゅうゆうえい）は、Plastic Treeの40枚目のシングル。2017年6月21日発売。発売元はCJビクターエンタテインメント。

## 概要
Plastic Treeメジャーデビュー二十周年“樹念”シングル第2弾。
前作『念力』から約5ヶ月ぶりのシングル。初回限定盤A、初回限定盤B、初回限定盤C、通常版の4タイプで発売。
初回限定盤Aには、表題曲「雨中遊泳」のMusic Videoを収録したDVDが付属。初回限定盤B、Cは豪華フォトブックレット仕様となっている。通常盤は初回プレス分のみにトレカが封入された(全5種よりランダムで1枚封入)。また先着購入特典として、購入された各タイプ別アナザージャケットが配布された。
ジャケット写真の撮影や表題曲「雨中遊泳」のMusic Video撮影は、前2作のシングル『サイレントノイズ』、『念力』から引き続き写真家の宮澤正明が担当した。
2017年10月25日に、ビクターエンタテインメントレーベルにて再発盤が発売された（収録内容は通常盤と同一）。

## 収録曲
1. 雨中遊泳
  - 作詞：有村竜太朗、作曲：長谷川正、編曲：Plastic Tree

Plastic Treeにはもともと雨の曲が多く、今の雨の代表曲を作る、というコンセプトで製作された[5]。
2. ユートピアベリーブルー
  - 作詞：ナカヤマアキラ、作曲：佐藤ケンケン、編曲：Plastic Tree
3. 雨中遊泳 (Instrumental)